# 3383 Koyama
3383 Koyama eller 1951 AB är en asteroid i huvudbältet som upptäcktes den 9 januari 1951 av den tyske astronomen Karl Wilhelm Reinmuth i Heidelberg. Den har fått sitt namn efter den japanska astronomen Hisako Koyama.
Asteroiden har en diameter på ungefär 10 kilometer.